# Tâm mộc nhớt
Tâm mộc nhớt hay tâm mộc nhẵn, thiên đầu thống (danh pháp hai phần: Cordia myxa) là loài thực vật có hoa trong họ Mồ hôi. Loài này được L. miêu tả khoa học đầu tiên năm 1753.